# Aston Ingham

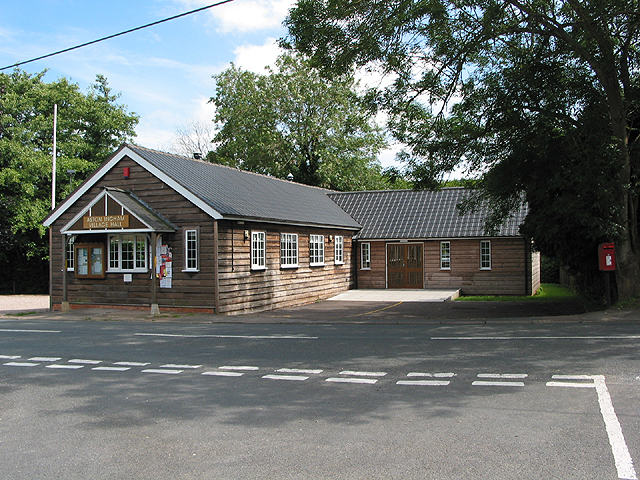
Aston Ingham Village Hall och postkontor.

Aston Ingham är en by i sydöstra Herefordshire i England. Byn ligger nära Newent cirka 11 km öster om Ross-on-Wye. 